# The Rise and Fall of Sue Sylvester
"The Rise and Fall of Sue Sylvester" er den tiende episode af den sjette sæson af den amerikanske tv-serie Glee, og den 118. samlet set. Episoden blev skrevet af Jessica Meyer og instrueret af Anthony Hemingway. Episoden blev første gang vist den 6. marts 2015 på FOX i USA.
Geraldo Rivera, Michael Bolton og Carnie Wilson medvirker alle som sig selv.

## Modtagelse

### Ratings
Episoden blev set af 1.810.000 seere og modtog en bedømmelse på 0,6 ud af 2 af de voksne mellem 18-49 demografiske.

### Kritisk respons
Lauren Hoffman fra Vulture blev så forvirret over episoden, at hun i sin anmeldelse opsummere: "Seriøst, hvad fanden var det episode?" Christopher Rogers fra Hollywood Life var chokeret over at se, at "Efter alt hvad Sue Sylvester (Jane Lynch) nogensinde har gjort mod de studerende på McKinley High, troede vi aldrig at Becky Jackson (Lauren Potter) ville være den ene som besejre hende."

## Eksterne links
- The Rise and Fall of Sue Sylvester på Internet Movie Database (engelsk)
- The Rise and Fall of Sue Sylvester hos TV.com (engelsk)